# Aino Aalto

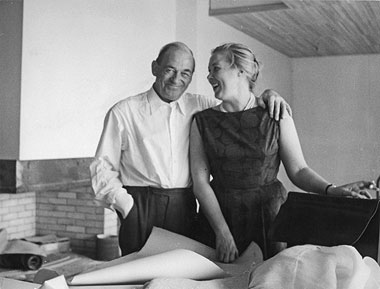
Aino (dreapta) împreună cu soțul său, Alvar Aalto

Aino Maria Marsio-Aalto, născută Aino Mandelin (1894–1949), arhitectă și designer finlandeză, s-a căsătorit cu Alvar Aalto în 1924, realizând împreună cu el design de mobilier, respectiv ulterior diferite piese de mobilier.  În 1935 au fondat Artek, firma prin intermediul căreia au vândut corpuri de iluminat și mobilier designat de ei.
Aino Aalto a designat de asemenea multe obiecte de sticlă pentru Iittala.  Unul dintre cele mai faimoase realizări ale sale ca design pe sticlă este încă în vânzare, iar copii ușor diferite, așa cum ar fi cele vândute de IKEA sunt apreciate și se vând bine.  A colaborat cu soțul său Alvar la realizarea cunoscutului Vas Aalto (de multe ori numit Vas Savoy) în 1936.
1. ↑  Aino Aalto, NUKAT
2. ↑  DACS register, accesat în 4 iulie 2020
3. ↑  Aino Aalto, KANTO
4. 1 2 3   http://arch-pavouk.cz/index.php/architekti/1502-aalto-aino, accesat în 7 mai 2023 Lipsește sau este vid: |title= (ajutor)
5. ↑  Aino Marsio-Aalto (în suedeză), Biografiskt lexikon för Finland
6. 1 2 3  Biografiskt lexikon för Finland
7. ↑  Manufacturers (în engleză)
8. ↑  Aino Aalto, SNAC, accesat în 9 octombrie 2017
9. ↑  iittala Designer Series: Aini Aalto (în engleză)
10. ↑  „Alvar & Aino Aalto”, Google Cărți (în engleză), Google Cărți
11. ↑  Q104772561, accesat în 10 ianuarie 2021
12. ↑  Museum of Modern Art online collection, accesat în 4 decembrie 2019
13. ↑  Konstnärslistan (Nationalmuseum)[*], 17 februarie 2016 Verificați valoarea |titlelink= (ajutor)
14. ↑  Autoritatea BnF, accesat în 10 octombrie 2015